# Arrondissements da França
Arrondissement é uma subdivisão territorial dos departamentos da França Em 2015, os 100 departamentos franceses eram divididos em 336 arrondissements (palavra que pode ser traduzida, aproximadamente, como 'distritos').
A capital de um arrondissement é chamada de subprefeitura. Quando um arrondissement contém a prefeitura (capital) do departamento, essa prefeitura é a capital do  arrondissement, atuando simultaneamente como uma prefeitura e como uma subprefeitura.
Os arrondissements subdividem-se em Cantões e Comunas.
As cidades de Paris, Lyon e Marseille são também divididas em arrondissements municipais, os quais não devem ser confundidos com os arrondissements abordados neste artigo.

## Função e administração
A administração de um arrondissement é atribuída a um subprefeito (em francês:  sous-préfet) que auxilia o prefeito departamental (préfet).
Ao contrário regiões francesas, departamentos e comunas, os arrondissements não têm o estatuto de entidade jurídica no direito público. Além disso, ao contrário das outras divisões administrativas, eles não são chefiados por funcionários eleitos, mas por responsáveis políticos - agentes designados pelo Presidente da República.

## História
O conceito de arrondissement foi proposto várias vezes, no contexto de uma reforma administrativa, durante o Ancien Régime, pelo intendente da généralité da Bretagne, Caze de La Bove, no documento Mémoire concernant les subdélégués de l'intendance de Bretagne, em 1775.
Os arrondissements foram criados após a Revolução Francesa, pela Loi du 28 pluviôse, no ano VIII do Calendário Republicano (17 de fevereiro de 1800) e substituíram os districts. Em certos períodos da história da França, tiveram um papel nas eleições legislativas, especialmente durante a Terceira República. Em 1926, 106 arrondissements foram eliminados pelo governo, reduzindo seu número de 386 para 280 alegando-se a necessidade de reduzir a despesa pública.  mas alguns analistas políticos consideraram a medida como estratégia de manipulação eleitoral. Alguns dos arrondissements suprimidos foram restaurados em 1942 e, em anos posteriores, outros foram criados ou eliminados.

## Estatística
A maioria dos departamentos tem apenas três ou quatro arrondissements. Os departamentos de Paris e do Território de Belfort têm apenas um, enquanto o departamento de Moselle tem nove.